# 要潤のMagic Hour
『要潤のMagic Hour』（かなめじゅんのマジックアワー）は、TBSラジオにて2022年4月2日より2025年6月28日まで放送されていたトーク番組。
同番組は2021年7月から2022年3月に放送された『辰巳琢郎の勝手にコンシェルジュ』の流れを引き継いで、ハイアットリージェンシー東京ベイに訪れる各界の著名人をマンスリーゲスト（4 - 5回。5週ある月の第5週〈ごく初期は第1週〉はゲストなしのフリートークとなる回もある）として招き、リゾートホテルならではの優雅な雰囲気の夕景を舞台に、要とのトークを展開する。

## マンスリーゲスト一覧
2022年
- 4月：LiLiCo（第1週はゲストなし[1]）[3]
- 5月：岡本知高[4]
- 6月：松下奈緒[5]
- 7月：大沢たかお（第1週はゲストなし[6]）[7]
- 8月：野口健[8]
- 9月：中澤佑二[9]
- 10月：コシノジュンコ（番組初の公開収録から[10]。第1週はゲストなし[11]）[12]
- 11月：岡島秀樹[13]
- 12月：武井壮（第5週は大晦日のためゲストなしで総集編）

2023年
- 1月：堂珍嘉邦
- 2月：平原綾香
- 3月：金子ノブアキ
- 4月：唐沢寿明（第5週はゲストなし）
- 5月：尾上松也
- 6月：岡田結実
- 7月：安田美沙子（第5週はゲストなし）
- 8月：岸谷香
- 9月：山口智充（第5週はゲストなし）
- 10月：潮田玲子
- 11月：真飛聖
- 12月：遠藤章造（第5週はゲストなし）

2024年
- 1月：シシド・カフカ
- 2月：K（公開収録）
- 3月：亜希（第5週はゲストなし）
- 4月：森崎ウィン
- 5月：堀田茜
- 6月：野村忠宏（第5週はゲストなし）
- 7月：平山祐介
- 8月：荻野目洋子（第5週はゲストなし）
- 9月：小谷実可子
- 10月：中村あゆみ
- 11月：村上佳菜子（第5週はゲストなし）
- 12月：Cocomi

2024年
- 1月：藤岡弘、